# Хесс, Эрика
Эрика Хесс (нем. Erika Hess; род. 6 марта 1962, Вольфеншиссен) — швейцарская горнолыжница, специалистка по слалому, гигантскому слалому и комбинации. Выступала за сборную Швейцарии по горнолыжному спорту в 1978—1987 годах, бронзовый призёр зимних Олимпийских игр в Лейк-Плэсиде, шестикратная чемпионка мира, двукратная победительница Кубка мира в общем зачёте.

## Биография

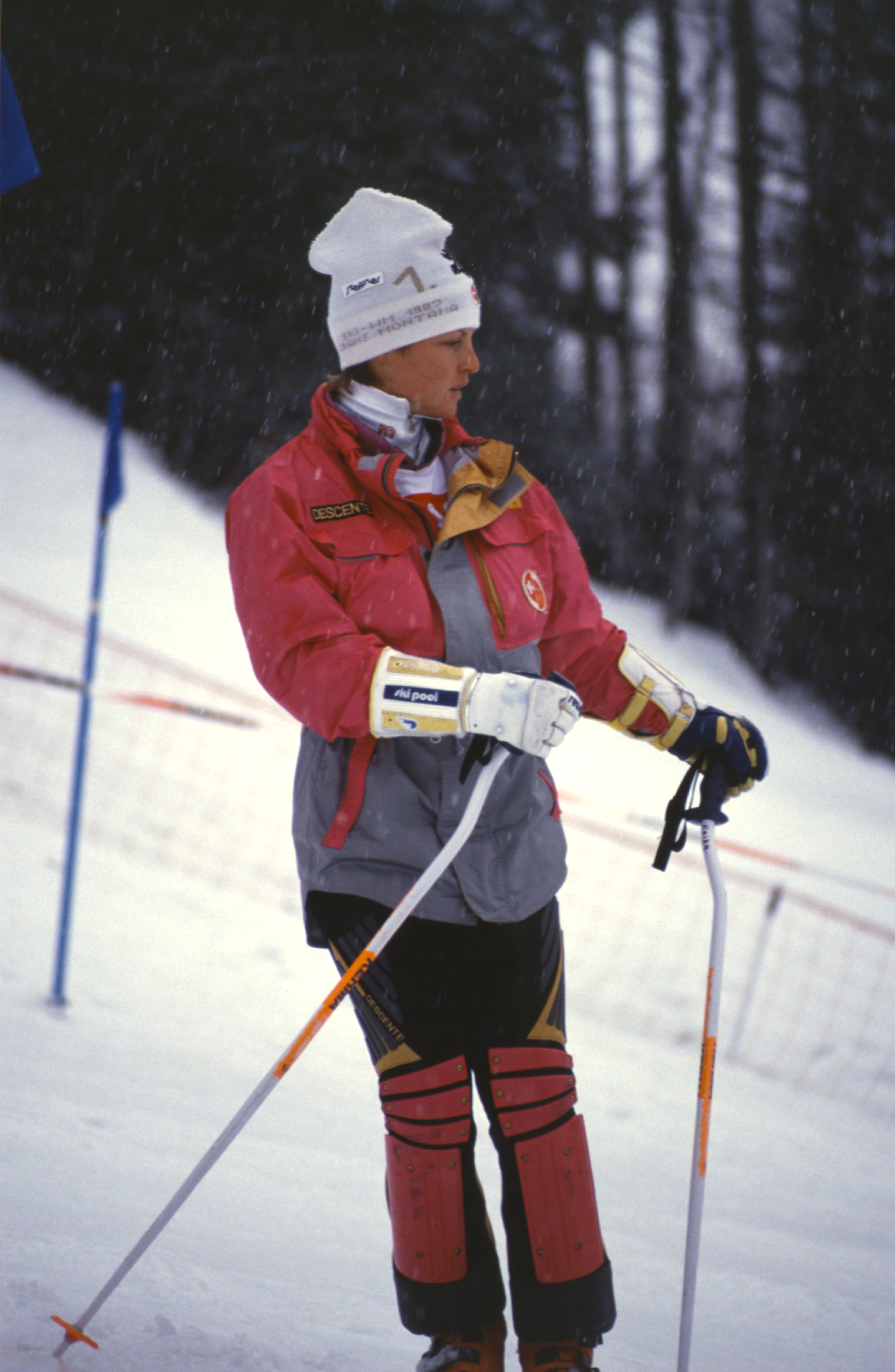
1987 год

Эрика Хесс родилась 6 марта 1962 года в коммуне Вольфеншиссен кантона Нидвальден, Швейцария. Впервые встала на лыжи в четыре года, к шести годам уже дважды ломала ноги в результате падения на склонах. Детство провела на семейной ферме, помогала родителям по хозяйству и за счёт ежедневной работы значительно прибавила в физической силе.
В январе 1978 года в возрасте пятнадцати лет уже вошла в основной состав швейцарской национальной сборной и дебютировала на этапе Кубка мира. В декабре 1979 года впервые поднялась на пьедестал почёта на одном из этапов мирового кубка.
Благодаря череде удачных выступлений удостоилась права защищать честь страны на зимних Олимпийских играх 1980 года в Лейк-Плэсиде — в гигантском слаломе не финишировала, тогда как в обычном слаломе заняла третье место и завоевала тем самым бронзовую олимпийскую медаль, пропустив вперёд только немку Кристу Кинсхофер и представительницу Лихтенштейна Ханни Венцель.
В январе 1981 года Хесс впервые одержала победу на этапе Кубка мира, и с этого момента началось её победное шествие, продлившееся почти на протяжении всех 1980-х годов. За это время швейцарская спортсменка в общей сложности 31 раз побеждала на этапах Кубка мира, 76 раз занимала призовые места и 146 раз попадала в десятку сильнейших. Четырежды становилась обладательницей Хрустального глобуса в слаломе, один раз в комбинации, дважды выигрывала общий зачёт мирового кубка.
На чемпионате мира 1982 года в Шладминге одержала победу во всех трёх дисциплинах, в которых принимала участие: в слаломе, гигантском слаломе и комбинации.
В 1984 году отправилась представлять страну на Олимпийских играх 1984 года в Сараево, где на церемонии открытия несла знамя Швейцарии, однако попасть здесь в число призёров не смогла, показала пятый результат в слаломе и седьмой в гигантском слаломе.
На мировом первенстве 1985 года в Бормио завоевала золотую медаль в комбинации. Имела также хорошие шансы на победу в слаломе, шла первой после первой попытки, но во второй не финишировала.
В 1987 году на чемпионате мира в Кран-Монтане была лучшей в слаломе и комбинации, став таким образом шестикратной чемпионкой мира по горнолыжному спорту. Вскоре по окончании этого сезона в возрасте 25 лет приняла решение завершить карьеру профессиональной спортсменки.
Впоследствии занималась организацией тренировочных лагерей и соревнований по горнолыжному спорту на территории Швейцарии. С мужем и тремя сыновьями проживала в коммуне Сен-Лежье-Ла-Шьеза.
Её младшая сестра Моника тоже является известной горнолыжницей.